# Фрейре, Сильвия
Сильвия Албукерке Фрейре (венг. Freire Albuquerque Szilvia; род. 23 сентября 1984, Будапешт, Венгрия) — венгерская модель и участница конкурса красоты. Имеет венгерские по матери и португальские по отцу корни.
Зарабатывает участием в конкурсах красоты и показами одежды. В 2005 году Сильвия принимала участие в ежегодном международном конкурсе красоты в Тиране, Албания. Три года спустя она выиграла национальный конкурс красоты Мисс Мира в Венгрии. В Йоханнесбурге, Южная Африка представляла Венгрию на конкурсе Мисс Мира 2008.
Помимо венгерского, Сильвия говорит на португальском, английском и немного на французском языках. Имеет экономическое образование. Принимая участие в работе фонда NEM ADOM FEL, она помогает инвалидам и людям с ограниченными возможностями стать полноценными членами общества.